# 아미노산 활성화

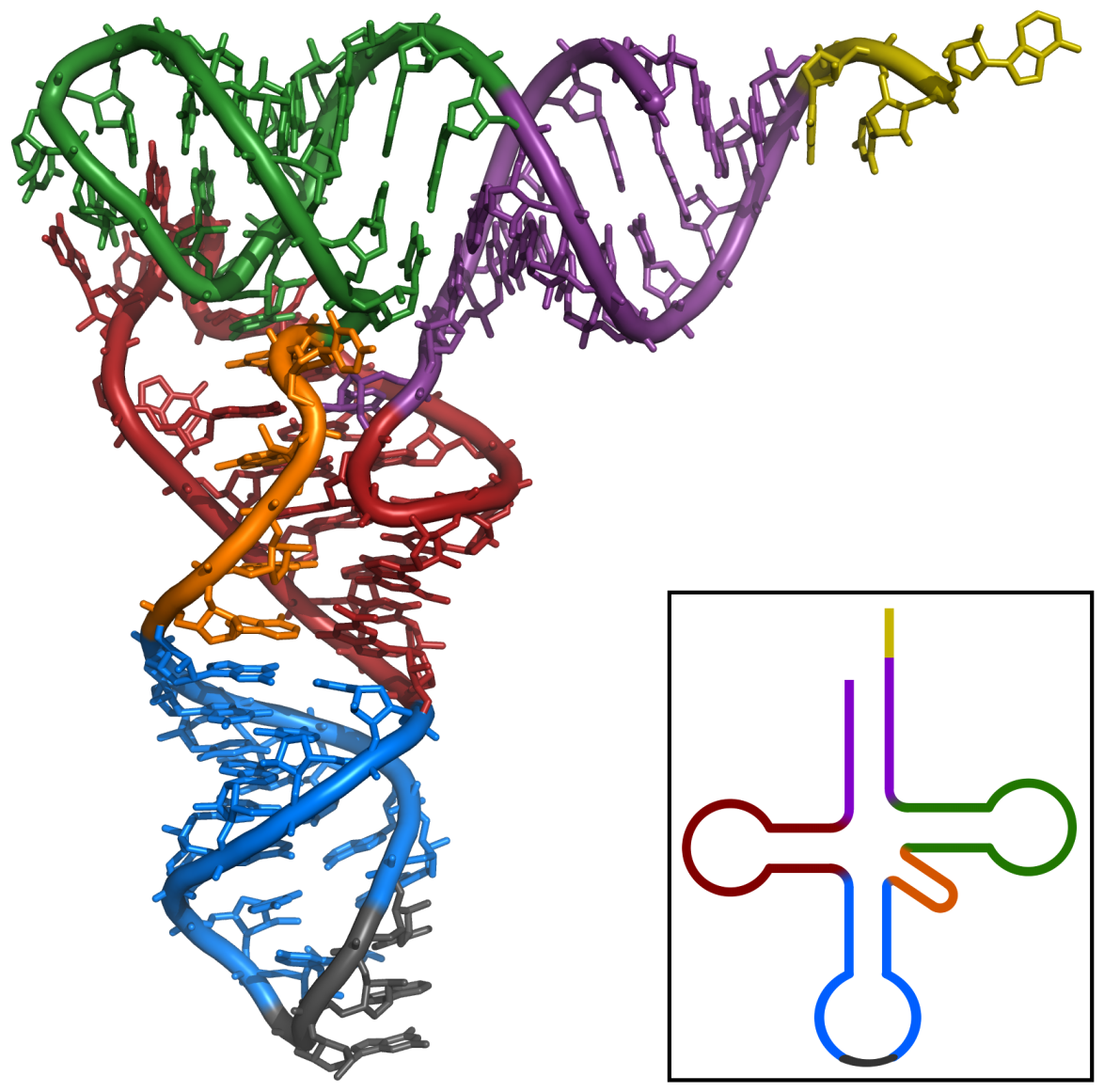
tRNA의 3차 구조. 노란색의 CCA 꼬리, 보라색의 수용체 줄기, 주황색의 가변 루프, 빨간색의 D 암, 파란색의 안티코돈 암, 검은색의 안티코돈, 녹색의 T 암.

아미노산 활성화(영어: amino acid activation)는 아미노산이 각각 운반 RNA(tRNA)에 부착되는 것을 지칭한다. 아미노아실화(영어: aminoacylation), tRNA 하전(영어: tRNA charging)이라고도 한다. 반응은 세포질에서 일어나며 두 단계로 구성된다. 첫 번째 단계로 아미노아실-tRNA 합성효소는 상응하는 아미노산과 아데노신 삼인산(ATP)의 결합을 촉매하여 반응성 아미노아실 아데닐산 중간생성물(아미노아실-AMP)를 생성하고 무기 피로인산(PPi)을 방출한다. 두 번째 단계로 아미노아실-tRNA 합성효소는 아미노아실-AMP를 tRNA 분자와 결합시켜 AMP를 방출하고 아미노산을 tRNA에 결합시킨다. 생성된 아미노아실-tRNA는 하전되었다고 표현한다.
아미노산 활성화는 번역 및 단백질 합성 개시의 전제 조건이다. 펩타이드 결합의 형성은 에너지 흡수적이며, 열역학적으로 불리한 과정이기 때문에 아미노산은 tRNA 분자와의 공유결합에 의해 활성화되어야 한다. 아미노아실-tRNA 결합 내에 저장된 에너지는 펩타이드 결합의 형성을 유도하는 데 사용된다. 따라서 활성화는 아미노산의 반응성을 향상시키고 펩타이드 결합의 형성을 유도한다. 또한 활성화 과정에서 방출된 무기 피로인산은 고도의 에너지 방출반응에서 빠르게 가수분해된다. 이 가수분해에 의해 방출되는 에너지는 에너지적으로 불리한 반응을 진행시키는 데 도움을 준다. 활성화 후 아미노아실화된 tRNA는 아미노아실-tRNA와 mRNA 전사체가 리보솜에 결합하는 번역 개시 단계로 진행할 준비를 하게 된다.

## 메커니즘

### 반응 단계
아미노산 활성화 동안 각각의 아미노산은 대응하는 tRNA 분자에 부착된다. 커플링 반응은 아미노아실-tRNA 합성효소(반응 생성물인 아미노아실-tRNA의 이름을 따서 명명됨)라고 하는 효소 부류에 의해 촉매된다. 커플링 반응은 다음과 같이 두 단계로 진행된다.
첫 번째 단계에서 아미노산 골격의 카복실기가 ATP 분자의 α 인산에 공유결합되어 무기 피로인산(PPi)을 방출하고 5'-아미노아실 아데닐산 중간생성물(아미노아실-AMP)을 생성한다.
1. 아미노산 + ATP → 아미노아실-AMP + PPi
두 번째 단계에서 아미노아실 아데닐산 중간생성물(아미노아실-AMP)은 친핵성 공격을 받아 3'-하이드록실기에서 tRNA에 아미노아실기를 부착하고 AMP를 유리시킨다.
2. 아미노아실-AMP + tRNA → 아미노아실-tRNA + AMP
아미노아실-tRNA 합성효소에는 클래스 I과 클래스 II의 두 가지 클래스가 있다. 클래스 I 효소는 아미노아실기를 tRNA 분자의 2'-하이드록실기로의 전이를 촉매하고 후속 에스터 교환 반응은 아미노아실기를 tRNA의 3'-하이드록실기로 이동시킨다. 클래스 II 효소는 단일 단계에서 아미노아실기를 tRNA의 3'-하이드록실기로 직접적으로 전이하는 것을 촉매한다. 생성된 아미노아실-tRNA 분자는 효소 부류에 관계없이 동일하다.
순반응은 다음과 같다.
아미노산 + ATP + tRNA → 아미노아실-tRNA + AMP + PPi
아미노산은 에스터 결합을 통해 tRNA의 3' 말단에 있는 말단 뉴클레오타이드(서열 CCA의 A)에 연결된다. 에스터 결합의 형성은 활성화 반응으로부터 에너지의 상당 부분을 보존한다. 이 저장된 에너지는 번역 동안 펩타이드 결합 형성에 필요한 대부분의 에너지를 제공한다.

### 아미노아실-tRNA 합성효소
단백질 합성에 관여하는 20가지의 아미노산 각각은 특정 아미노아실-tRNA 합성효소에 의해 인식된다. 아미노아실-tRNA 합성효소는 일반적으로 1~4개의 단백질 소단위체로 구성된다. 아미노아실-tRNA 합성효소는 모두 ATP, 하나의 특정 아미노산 및 해당하는 tRNA와 결합하여 동일한 유형의 반응을 수행하지만 구조가 상당히 다양하다.

### 운반 RNA (tRNA)
활성화 동안 tRNA는 프랜시스 크릭의 어댑터 가설에 의해 제시된 바와 같이 어댑터 분자로 기능한다. 즉 tRNA의 한쪽 끝은 특정 아미노산과 결합하고 다른쪽 끝은 mRNA 코돈 서열과 결합한다. tRNA 분자는 둘 사이의 효과적인 매개체 역할을 하여 유전 부호를 아미노산 서열로 번역할 수 있게 한다.

## 편집 및 교정
아미노산 활성화의 특이성은 코돈과 안티코돈의 정확한 매칭만큼 번역의 정확도를 확보하는 데 중요하다. 그 이유는 리보솜이 번역 중에 tRNA의 안티코돈만 보기 때문이다. 따라서 리보솜은 동일한 안티코돈을 가지고 있지만 다른 아미노산이 연결된 tRNA를 구별할 수 없다. 관련 tRNA 분자에 올바른 아미노산을 부착함으로써 아미노산 활성화는 번역의 특이성과 충실도를 모두 보장한다.
편집 메커니즘은 아미노산이 잘못된 tRNA 분자에 부착되는 아미노산의 잘못된 활성화가 있을 때 일어난다. 아미노아실-tRNA 합성효소는 아미노산이 잘못된 tRNA 분자에 부착되기 전에 아미노산을 가수분해하거나(전이 전 편집) 부착 후 잘못 하전된 tRNA를 탈아실화(전이 후 편집)할 수 있다.
아미노산 활성화 반응의 오류 빈도는 일부 아미노산들 간의 작은 구조적 차이에도 불구하고 약 10,000분의 1이다.

## 역사
아미노산 활성화는 아미노산이 특정 효소에 의해 활성화되어 아미노아실 아데닐산 중간생성물을 형성할 수 있다는 것을 발견한 말론 호글랜드에 의해 처음으로 특성화되었다. 효소는 아미노산을 작은 RNA 분자에 연결하는 것을 촉매하는 아미노아실-tRNA 합성효소인 것으로 밝혀졌다. 호글랜드와 그의 동료인 폴 자메닉은 나중에 작은 RNA 분자가 tRNA라는 것을 발견하고 이것이 번역의 핵심적인 촉진자임을 확인했다.
아미노산 활성화는 많은 생화학적 과정 및 대사 과정에서 핵심적인 반응이다. 특히 인터류킨-18 활성화 세포에 대한 류신 자연살해 처리는 mTORC1 대사 센서를 유발하는 데, 이는 mTORC1이 아미노산 수송체의 높은 발현으로 인해 아미노산 유도 활성화를 유발함을 나타낸다.
류신에 의해 구동되는 mTORC1 활성화의 CD98/LAT1 아미노산 수송체의 억제는 NK 세포 효과기의 활성을 감소시켰다.

## 같이 보기
- 아미노아실-tRNA
- 아미노아실-tRNA 합성효소
- tRNA
- 아미노산

## 더 읽을거리
- Almutairi SM, Ali AK, He W, Yang DS, Ghorbani P, Wang L,  외. (March 2019). “Interleukin-18 up-regulates amino acid transporters and facilitates amino acid-induced mTORC1 activation in natural killer cells”. 《The Journal of Biological Chemistry》 294 (12): 4644–4655. doi:10.1074/jbc.RA118.005892. PMC 6433059. PMID 30696773.